# Wasyl Petiowka
Wasyl Wasylowycz Petiowka, ukr. Василь Васильович Петьовка (ur. 30 stycznia 1967 w Zawydowie w rejonie mukaczewskim) – ukraiński polityk, samorządowiec i przedsiębiorca, w latach 2003–2007 prezydent Mukaczewa, poseł do Rady Najwyższej, prezes klubu piłkarskiego FK Mukaczewo. Kuzyn polityków i przedsiębiorców Wiktora Bałohy, Iwana Bałohy i Pawła Bałohy.

## Życiorys
Studiował w Mukaczewskim Instytucie Technologicznym. Pracował na kierowniczych stanowiskach w kontrolowanych przez rodzinę zakarpackich przedsiębiorstwach.
W 2000 i w 2002 był wybierany do Zakarpackiej Rady Obwodowej. Od 2003 do 2007 sprawował urząd prezydenta Mukaczewa (stanowisko to zajmował wcześniej jego kuzyn Wiktor Bałoha). Działał w ugrupowaniu Ludowy Związek „Nasza Ukraina”. W 2007 uzyskał mandat poselski z listy wyborczej NUNS. W 2008 wszedł w skład prezydium założonego z inicjatywy kuzyna Zjednoczonego Centrum. W 2012 z powodzeniem ubiegał się o parlamentarną reelekcję w jednym z okręgów obwodu zakarpackiego. W 2014 po raz trzeci wybrany do parlamentu – mandaty poselskie uzyskała wówczas również trójka jego kuzynów. Utrzymał mandat poselski także w 2019.